# Acacia ruppii
Acacia ruppii é uma espécie de leguminosa do gênero Acacia, pertencente à família Fabaceae.